# Callionymus carebares
 Callionymus carebares és una espècie de peix de la família dels cal·lionímids i de l'ordre dels cipriniformes que es troba des del Golf d'Aden, el Golf d'Oman i el Golf Pèrsic fins a les costes de l'Índia.